# أقدسية (ساوجبلاغ)
أقدسية هي قرية في مقاطعة ساوجبلاغ، إيران. يقدر عدد سكانها بـ 191 نسمة بحسب إحصاء 2016.